# Liérganes
Liérganes är en kommun i Spanien. Den ligger i den autonoma regionen Kantabrien i norra delen av landet, 300 km norr om huvudstaden Madrid. Antalet invånare är 2 390 (2024). Arean är 36,85 kvadratkilometer.